# Détroit de Fram
Ne doit pas être confondu avec Détroit de Fram (mer de Kara).
Le détroit de Fram est situé entre le Svalbard et le Groenland. C'est le seul passage profond (de 2 600 à 3 500 mètres) entre l'océan Arctique et l'océan mondial. Il est traversé en son milieu par le méridien de Greenwich.

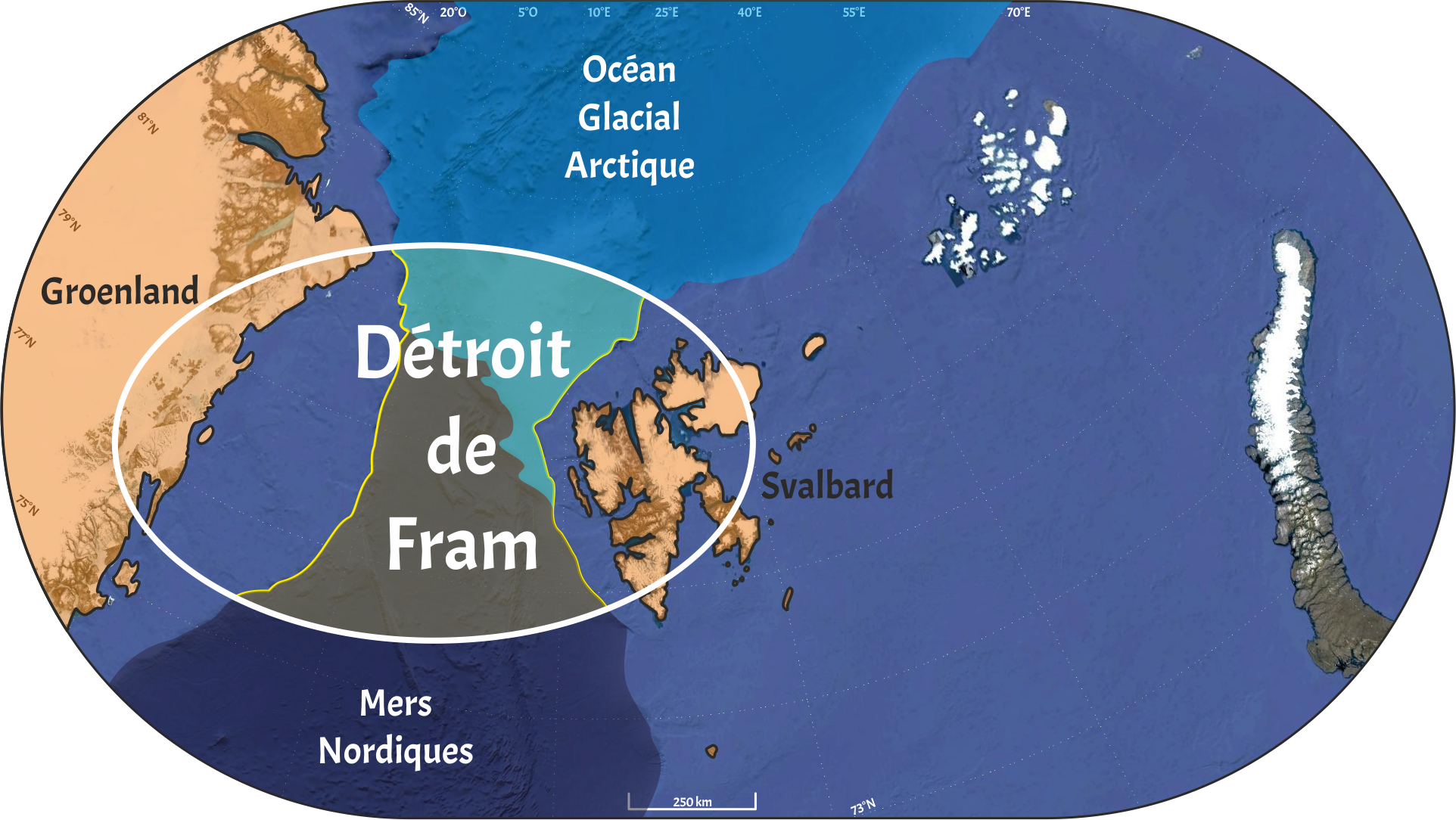
Position du détroit de Fram entre les mers nordiques et l'océan Arctique. Source : Terres du Passé.

Le détroit sépare le Groenland du   Svalbard, et est situé dans la partie septentrionale de la mer du Groenland. Il est nommé d'après le navire polaire Fram, successivement utilisé par les explorateurs norvégiens Fridtjof Nansen, Otto Sverdrup et Roald Amundsen entre 1893 et 1912.
Il consiste en un passage large selon la latitude de 447 à 605 kilomètres et long de 175 kilomètres en son centre permettant les relations entre les mers du Groenland et de Norvège et l'océan Arctique. Il est limité au nord par une ligne joignant le Nordostrundingen et l'île de Fuglesongen (Nordvestøyane) et au sud par une ligne allant des îles Norske (Groenland) au  Fuglehuken, l'extrémité nord de l'île Prins Karls Forland.